# Акбулак (Чингирлауский район)
Акбулак (каз. Ақбұлақ, до 2018 г. — Тасмола) — село в Чингирлауском районе Западно-Казахстанской области Казахстана. Административный центр Акбулакского сельского округа. Код КАТО — 276633100.

## Население
В 1999 году население села составляло 1303 человека (639 мужчин и 664 женщины). По данным переписи 2009 года, в селе проживали 872 человека (423 мужчины и 449 женщин).